# 麦珠子属
麦珠子属（学名：Alphitonia）是鼠李科下的一个属，为乔木或灌木植物。该属共有20种，分布于印度尼西亚、马来西亚、菲律宾、澳大利亚和波里尼西亚。